# Acta Physica Polonica
Acta Physica Polonica ist eine polnische Physik-Zeitschrift mit Peer-Review, die seit 1932 von der Polnischen Physikalischen Gesellschaft herausgegeben wird (davor gab es Reporte der 1920 gegründeten Gesellschaft).
1970 spalteten sie sich in zwei Teilreihen A (Allgemeine Physik, Atom- und Molekülphysik, Festkörperphysik/Physik kondensierter Materie, Biophysik, Angewandte Physik, Optik und Quantenelektronik) und B (mathematische Physik, Teilchenphysik, Kernphysik, Astrophysik, Relativität, Statistische Physik). Seit 1995 haben sie verschiedene Herausgeber: Serie A wird vom Institute of Physics und der Polnischen Akademie der Wissenschaften herausgegeben, Serie B von der Jagiellonen-Universität und der Polska Akademia Umiejętności in Krakau. Ab 2008 gibt es zur Reihe B auch eine Reihe Proceedings Supplement für Konferenzberichte.
Die Zeitschrift ist frei online zugänglich. Sie erscheint monatlich. Die ISSN-Nummern sind:
- Acta Physica Polonica A: ISSN 0587-4246
- Acta Physica Polonica B: ISSN 0587-4254

Publikationssprache ist Englisch.